# Juan de Lara
Juan de Lara e Irigoyen  (Vigo, 16 de mayo de 1809 – Madrid, 4 de octubre de 1869) fue un militar y político español.  

## Biografía
Hijo del teniente coronel Agustín de Lara, natural de Cartagena, y de Josefa de Irigoyen y de la Quintana, que lo era de Buenos Aires, hermana de Matías de Irigoyen. Era primo carnal de los generales marqués del Duero y marqués de La Habana. Noble.
Ingresó en la Guardia Real en 1825 como Alférez y alcanzó el empleo de teniente general de Infantería en 1852. Tomó gran parte en la Primera Guerra Carlista, ascendiendo rápidamente por méritos de guerra. En 1836 se halló en la Batalla de Luchana a las órdenes de Espartero. Era por entonces un esparterista pero más tarde cambiaría de criterio político.
En 1843 participó en el Pronunciamiento de Sevilla que provocó la caída de Espartero, y fue nombrado mariscal de campo y gobernador militar de Cádiz, cargo en el que cesó en mayo del año siguiente.
Fue diputado a Cortes de 1844 a 1850, electo dos veces: en 1844 por la circunscripción de Cádiz, y en 1846 por la Orotava (Islas Canarias).
En 1850 fue nombrado comandante general del Campo de Gibraltar.
Fue capitán general de Aragón. Y del 13 de enero de 1852 al 16 de abril de 1852, presidente de la Diputación Provincial de Zaragoza.
En 1852 fue nombrado capitán general de Navarra y de las Provincias Vascongadas y ascendió a teniente general.
Fue ministro de la Guerra desde el 13 de junio de 1852 hasta el 27 de noviembre de 1852 en el Gobierno de Bravo Murillo, y volvió a serlo en el de Roncali entre el 14 de diciembre de 1852 y el 14 de abril de 1853. Al frente de esta cartera elaboró los reglamentos de Juzgados de Guerra, del Cuerpo de Estado Mayor de Plaza y de Sanidad y Administración Militar. Dio nueva planta a la Secretaría de Guerra, reformó el Cuerpo de Carabineros y aumentó el de la Guardia Civil.
En 1853 fue nombrado capitán general de Castilla la Nueva y dentro del mismo año pasó a la de Valencia.
De 1853 a 1868 fue senador vitalicio del Reino nombrado por la Corona.
En 1854 contribuyó a reprimir la Vicalvarada de O'Donnell.
En diciembre de 1854 fue nombrado gobernador y capitán general de las Filipinas. Arribó a las islas en abril del año siguiente y permaneció al frente de su gobierno hasta 1866. Allí hubo de afrontar una escalada de incendios en los arrabales de Manila y la experiencia le llevó a implantar un ambicioso plan urbanístico para prevenirlos y racionalizar el trazado de la ciudad. Contó con el apoyo de Cánovas, ministro de Ultramar a la sazón, para emprender esta y otras reformas, como la creación del Consejo de Agricultura, Industria y Comercio. Siguiendo la política de prestigio iniciada por O'Donnell, lanzó una expedición de castigo contra las bases de piratas malayos mahometanos en Tawi Tawi, liberando a numerosos filipinos cautivos.
De 1866 a 1867 fue capitán general de Valencia por segunda vez.
En 1857 casó con Josefa Godoy y Crowe, vizcondesa de Rocafuerte, hija de los príncipes de Bassano y nieta de Manuel Godoy.
Falleció en 1869.

## Condecoraciones
- Caballero gran cruz de la Orden de Carlos III.
- Caballero gran cruz de la Orden de Isabel la Católica.
- Cruz Laureada de San Fernando.
- Real y Militar Orden de San Fernando de Primera Clase (1835 y 1838).[3]
- Medalla de distinción por la batalla de Luchana (1836).[3]
- Cruz de San Fernando de Primera Clase (1839).[3]
- Cruz de San Fernando de Segunda Clase (1841).[3]
- Medalla de los defensores de Sevilla. (1843).[3]
- Cruz de la Real y Militar Orden de San Hermenegildo.[3]
- Cruz de la Real Orden Americana de Isabel la Católica.[3]
- Gran Cruz de la Real y Militar Orden de San Fernando.[3]
- Gran Cruz de San Salvador de Grecia y real permiso para usarla.[3]
- Gentil Hombre de Cámara de S.M. con ejercicio.[3]
- Gran Cruz de la Real y Militar Orden de San Hermenegildo (1858).[3]
- 1853: Caballero gran cruz de la Orden del Mérito bajo el título de San Luis.[6]

| Predecesor: Martín de Foronda y Viedma | Presidente de la Diputación Provincial de Zaragoza 13 de enero de 1852 - 16 de abril de 1852 | Sucesor: Simón de Roda                 |
| Predecesor: Joaquín Ezpeleta Enrile    | Ministro de la Guerra 13 de junio de 1852 - 27 de noviembre de 1852                          | Sucesor: Cayetano de Urbina y Daóiz    |
| Predecesor: Cayetano de Urbina y Daóiz | Ministro de la Guerra 14 de diciembre de 1852 - 14 de abril de 1853                          | Sucesor: Francisco Lersundi Hormaechea |